# Paškál (pořad)
Paškál je česká zábavní talk-show, vysílaná v roce 2003 na TV Nova. Moderovali ji Karel Šíp a Jaroslav Uhlíř. Jednotlivý pořad trval přibližně 55 minut.

## Popis pořadu
Jednalo se o komediální talk-show na jevišti před obecenstvem. Karel Šíp zde zpovídal 3 až 4 své hosty, a Jaroslav Uhlíř měl na starosti hudbu. V pořadu zazněly také 3 až 4 písně z repertoáru Karla Šípa a Jaroslava Uhlíře či dalších českých umělců.